# Jueus de Mèxic

Instituto Cultural México-Israel A.C. en el centre históric de la Ciutat de Mèxic.

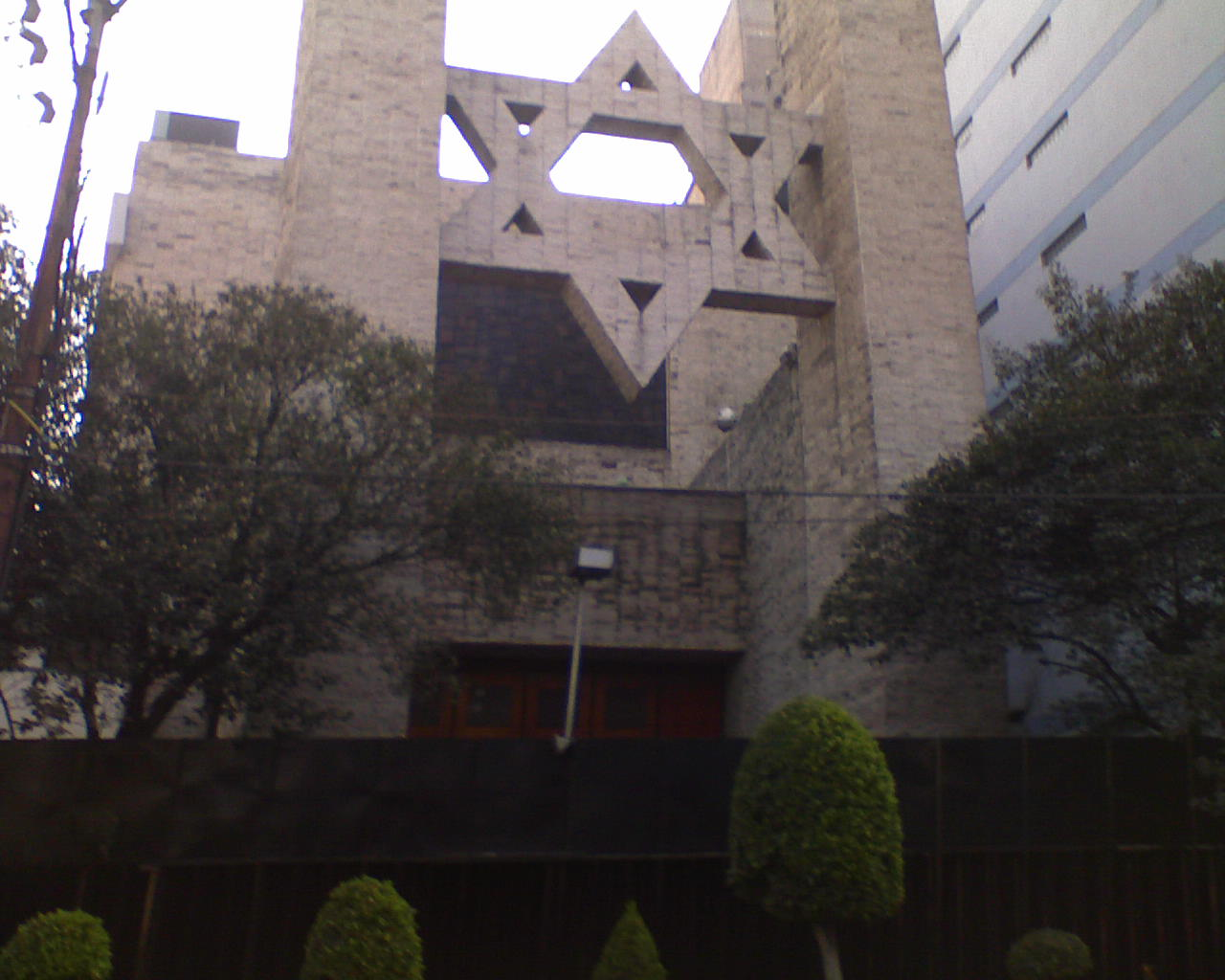
Sinagoga a la Colonia Polanco, México DF.

Els Jueus de Mèxic són els membres de la comunitat jueva de Mèxic. Alguns d'ells són persones gentils que s'han convertit al judaisme, o bé són descendents de jueus conversos al cristianisme que han decidit tornar de nou al judaisme dels seus ancestres. La majoria d'ells afirmen que descendeixen de jueus.
Els primers jueus que van arribar a Mèxic ho van fer des d'Espanya, amb Hernán Cortés, en l'any 1519. Dos d'ells, Hernando Alonzo i Gonzalez de Morales, van ser acusats de judaïtzants i van ser cremats en la foguera, en un auto de fe, en l'any de 1528. Tanmateix, la Inquisició a Mèxic no es va fundar aleshores, sinó que aquest fet va tenir lloc el 4 de novembre de 1571. Els criptojueus provinents del sud d'Espanya, entre ells la família Carbajal, van ser descoberts per les autoritats de la jerarquia catòlica i aleshores van emigrar cap al nord del Viregnat de Nova Espanya, a on van fundar la ciutat de Monterrey. Actualment, els jueus mexicans tenen una sinagoga històrica en la Ciutat de Mèxic, en el carrer de Justo Sierra 71.